# Сметанное яблоко
Смета́нное я́блоко, или анно́на колю́чая (лат. Annona muricata) — дерево с широкими зелёными листьями, вид рода Аннона (Annona) семейства Анноновые (Annonaceae), ближайший родственник черимойи (Annona cherimola). Одно из ценнейших тропических плодовых деревьев:138.
Название на других языках: англ. soursop; исп. guanábana; порт. graviola (название «гравиола» в качестве русского названия плодов этого растения часто используется торговыми организациями).

## Ботаническое описание
Дерево «сметанного яблока» достигает в высоту 7,5—9 м.
Молодые побеги опушены.
Листья ароматные, гладкие, блестящие, тёмно-зелёные сверху и светло-зелёные снизу.
Цветки одиночные с короткими цветоножками, растут на стволе и на ветвях, имеют коническую форму и состоят из трёх внутренних и трёх внешних лепестков.
Плод — сочная многолистовка, пахнет скипидаром:138. Плоды сметанного яблока — самые крупные из всех анноновых, вес может достигать от 4,5 до 7 килограммов, а размер — от 10 до 35 см в длину и 15 см в ширину. Кожица у недозрелого плода тёмно-зелёная, по мере созревания она становится желтоватой, покрытой толстыми колючками. Мякоть кремово-белая, плотная, по виду напоминающая вату. «Тает во рту, как желе, и имеет кислый вкус лимонада, слегка отдавая вместе с тем земляникой»:190 Мякоть содержит семена чёрного цвета, которые ядовиты:139.

## Распространение и среда обитания
Сметанное яблоко встречается как в диком виде, так и в культуре на Бермудских и Багамских островах, а также по всему Карибскому бассейну и от Южной Мексики до Перу и Аргентины на высоте до 1150 м над уровнем моря. Оно выращивается также в Индии, Шри-Ланке, Южном Китае, Австралии, Юго-Восточной Азии и на тихоокеанских островах.

## Использование
Мякоть плодов сметанного яблока съедобна в свежем виде и может быть использована для десертов с добавлением сахара и небольшого количества молока или сливок. Экстракт сметанного яблока широко используется для ароматизации чая. В тропических странах широко распространено изготовление из него освежающих напитков путём выжимания его мякоти и смешивания с молоком и сахаром. Иногда сок сметанного яблока сбраживается, и получается слабоалкогольный напиток, напоминающий сидр. Он иногда подкрашивается в розовый или зелёный цвет. Из него путём добавления бренди и пряностей делают коктейли. Мякоть сметанного яблока используется для изготовления мороженого, шербетов, сиропов, тортов, желе и варенья.
Масло семян — средство для уничтожения вшей на голове. Сок зрелых плодов обладает мочегонными свойствами и используется при заболеваниях почек. Измельчённые незрелые плоды употребляются при дизентерии. Измельчённые листья используются в качестве припарки при кожных заболеваниях. Настой размолотых семян — довольно сильное рвотное средство.
В некоторых публикациях[каких?], посвящённых альтернативной медицине, утверждалось, что сметанное яблоко является сильнейшим противораковым средством. Медицинские исследования не зафиксировали противоракового действия. Более того, оказалось, что большая доза экстракта оказывает неблагоприятное воздействие на нервные клетки и вызывает симптомы, напоминающие болезнь Паркинсона. В 2010 году Французское агентство по продовольственной безопасности, основываясь на результатах исследований, заявило: «…нельзя подтвердить, что наблюдаемые случаи синдрома Паркинсона […] являются связанными с потреблением Annona muricata», подчеркнув необходимость дополнительных исследований по вопросу о возможном риске для здоровья.
|                                                         |  |  |  |  |
| Дерево, цветок, гинецей и андроцей цветка, листья, плод |  |  |  |  |